# カール・ルートヴィヒ (ホーエンローエ＝ランゲンブルク侯)

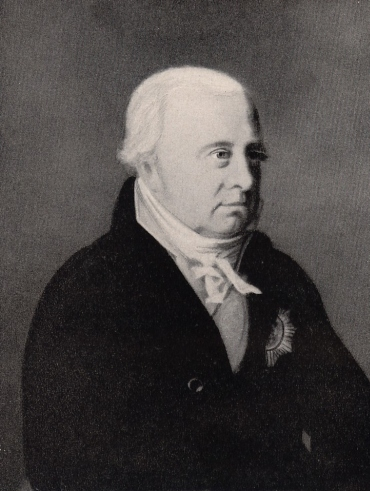
ホーエンローエ＝ランゲンブルク侯カール・ルートヴィヒ

カール・ルートヴィヒ（Karl Ludwig Fürst zu Hohenlohe-Langenburg, 1762年9月10日 ランゲンブルク - 1825年4月4日 ランゲンブルク）は、ホーエンローエ＝ランゲンブルク侯（在位1789年 - 1825年）。
ホーエンローエ＝ランゲンブルク侯クリスティアン・アルブレヒトとその妻のシュトルベルク＝ゲーデルン侯女カロリーネの間の長男。カール・ルートヴィヒは熱狂的な音楽ファンだった。1815年、ウィーン会議の決定により陪臣化され、1820年よりヴュルテンベルク王国の貴族院議員の席を与えられた。長男で世継ぎのエルンストはすでに1819年よりヴュルテンベルク貴族院議員だった。

## 子女
1789年1月30日ニーダーシュレージエン地方ヴェーラウ（現在のポーランド領ドルヌィ・シロンスク県オシェチュニツァ）郊外クリッチュドルフ城にて、伯爵令嬢アマーリエ・ヘンリエッテ・ツー・ゾルムス＝バールト（1768年 - 1847年）と結婚、間に13子をもうけた。彼女はゾルムス＝バールト伯ヨハン・クリスティアン2世とロイス＝ケストリッツ伯ハインリヒ6世の娘フリーデリケの一人娘である。
- ルイーゼ・カロリーネ（1789年）
- エリーザベト・エレオノーレ・シャルロッテ（1790年 - 1830年） - 1812年ヘッセン＝ローテンブルク方伯ヴィクトル・アマデウスと結婚
- カロリーネ・フリーデリケ・コンスタンツェ（1792年 - 1847年） - 1815年ホーエンローエ＝シリングスフュルスト侯フランツ・ヨーゼフと結婚
- エミーリエ・フリーデリケ・クリスティアーネ（1793年 - 1859年） - 1816年カステル＝カステル伯フリードリヒ・ルートヴィヒと結婚
- エルンスト・クリスティアン・カール（1794年 - 1860年） - ホーエンローエ＝ランゲンブルク侯
- フリードリヒ・ヴィルヘルム（1797年）
- マリー・ヘンリエッテ（1798年）
- ルイーゼ・シャルロッテ・ヨハンナ（1799年 - 1881年） - 1819年ホーエンローエ＝インゲルフィンゲン侯子アドルフと結婚
- ヨハンナ・ヘンリエッテ・フィリッピーネ（1800年 - 1877年） - 1829年エアバッハ＝シェーンベルク伯エミール（ドイツ語版）と結婚
- グスタフ・ハインリヒ（1806年 - 1881年） - オーストリア陸軍中将
- マリー・アグネス・ヘンリエッテ（1804年 - 1833年） - 1829年レーヴェンシュタイン＝ヴェルトハイム＝ローゼンベルク侯世子コンスタンティンと結婚
- ヘレーネ（1807年 - 1880年） - 1827年ヴュルテンベルク公オイゲンと結婚
- ヨハン・ハインリヒ・フリードリヒ（1810年 - 1830年）